# Моченков, Леонид Иванович
Леонид Иванович Моченков (21 апреля 1913, дер. Большие Углы, Новгородская губерния — 1943, Залегощенский район, Орловская область) — советский офицер бронетанковых войск, участник Великой Отечественной войны, Герой Советского Союза (15.01.1944, посмертно). Капитан (10.11.1942).

## Биография
Леонид Моченков родился 21 апреля 1913 года в деревне Большие Углы (ныне — Череповецкий район Вологодской области). Рано остался без родителей, воспитывался у родственников. Окончил 6 классов Череповецкой средней школы в 1934 году, после чего работал в Череповце.
В сентябре 1935 года Л. И. Моченков был призван на службу в Рабоче-крестьянскую Красную Армию. В 1938 году он окончил Ленинградское военно-политическое училище имени Ф. Энгельса.
С октября 1941 года — на фронтах Великой Отечественной войны. Воевал на должностях политического состава на Брянском фронте. Летом 1942 года в звании политрука был политическим руководителем роты автоматчиков 1144-го стрелкового полка 340-й стрелковой дивизии. В январе 1943 года окончил курсы усовершенствования комсостава при штабе Брянского фронта и перешёл на командную работу. В боях два раза был ранен.
К июлю 1943 года капитан Леонид Моченков командовал мотострелковым батальоном 106-й танковой бригады 6-го гвардейского танкового корпуса 3-й гвардейской танковой армии Центрального фронта. Отличился во время Курской битвы. Батальон Моченкова успешно прорвал немецкую оборону в районе деревни Кобяково Залегощенского района Орловской области, уничтожив около 180 солдат и офицеров противника. 20 июля 1943 года в бою в районе деревни Сычи Залегощенского района батальон Моченкова уничтожил около 200 солдат и офицеров противника, а 21 июля 1943 года во время боя за посёлок Субботинский — ещё около 150. В том бою Моченков получил ранение, но продолжал сражаться. В бою за населённый пункт Грачёвка Моченков вновь был ранен и вскоре потерял сознание от потери крови. 23 июля 1943 года он скончался в госпитале. Похоронен в братской могиле в деревне Трёхонетово Залегощенского района.
Указом Президиума Верховного Совета СССР «О присвоении звания Героя Советского Союза генералам, офицерскому, сержантскому и рядовому составу Красной Армии» от 15 января 1944 года за «образцовое выполнение боевых заданий командования на фронте борьбы с немецкими захватчиками и проявленными при этом отвагу и геройство» капитану Леониду Ивановичу Моченкову посмертно присвоено звание Героя Советского Союза.
Награждён орденами Ленина (15.01.1944, посмертно) и Красного Знамени (20.08.1942).
В честь Л. И. Моченкова названа улица в Череповце.